# Megascops trichopsis
El Autillo bigotudo (Megascops trichopsis), también conocido como tecolote bigotudo, tecolote rítmico, tecolotito manchado o, en Honduras buhito chillón bigotudo, es una pequeña ave de presa nocturna en la familia Strigidae, nativo de América Central y América del Norte.

## Descripción
Tiene una cabeza redonda con mechones, ojos amarillos y un pico amarillento. Es muy similar a M. kennicottii, pero es ligeramente más pequeño y tiene más manchas en el pecho.
El color del plumaje de los adultos ocurre en dos variaciones: un plumaje en que predomina el gris, o el marrón o marrón oscuro.

## Distribución y hábitat
El rango de M. trichopsis incluye el centro-norte de Nicaragua, Honduras, El Salvador, Guatemala, México, hasta el sur de Arizona en los Estados Unidos.  Su hábitat incluye bosques densos de coníferas o roble y cafetales, por lo general a un rango altitudinal mayor que el de M. kennicottii. 

## Comportamiento
M. trichopsis  es activo durante la noche o al atardecer, y utiliza su excelente oído y visión nocturna para localizar a sus presas. Suele cazar desde una percha para lanzarse sobre la presa, pero también captura sus presas durante el vuelo. Se alimenta principalmente de pequeños mamíferos y grandes insectos. Saltamontes, escarabajos, y polillas constituyen gran parte de su dieta. 
Habitualmente anida a una altura de 5 a 7 metros en una cavidad de árbol o en el hoyo excavado por pájaro carpinteros. En general pone 3 o 4 huevos en abril o mayo.

## Subespecies
Hay 3 subespecies reconocidas:
- Megascops trichopsis aspersus Brewster, 1888
- Megascops trichopsis mesamericanus (Van Rossem, 1932)
- Megascops trichopsis trichopsis (Wagler, 1832)